# Speak English or Die
Speak English or Die (с англ. — «Говори по-английски или умри») — дебютный студийный альбом американской кроссовер-трэш группы Stormtroopers of Death (сокращённо S.O.D.), выпущенный 30 августа 1985 года на лейбле Megaforce Records. Альбом был записан во время оставшего студийного времени после записи второго альбома Anthrax Spreading the Disease (1985) всего за три дня, однако в дальнейшем Speak English or Die был распродан в количестве более 1 миллиона экземпляров по всему миру и признавался одним из наиболее основополагающих и значимых альбомов кроссовер-трэша.
В начале 1990-х годов фрагменты песен «March of the S.O.D.», «Milano Mosh», «Chromatic Death» и «Sargent D and the S.O.D.» использовались во время отбивок рекламных пауз в программе MTV Headbanger’s Ball.

## Создание альбома
После того, как Anthrax закончили запись своего второго альбома Spreading the Disease, ещё оставалось некоторое студийное время, поэтому участники группы Скотт Иэн и Чарли Бенанте позвонили своим друзьям, отрепетировали несколько песен и записали их все в течение недели.
Многие указывают на этот альбом — и особенно на песню «Milk» — как на одну из первых песен с использованием бласт-бита, исполненного Бенанте. Когда в 2009 году его спросили, правда ли он изобрёл бласт-бит, Бенанте ответил: «Если вы имеете в виду, что я решил сесть в своей комнате и изобрести его, нет, это было не так. Это было то, что существовало давным-давно на хардкор-сцене Нью-Йорка, но не использовалось для других вещей. Впервые это действительно произошло на песне S.O.D. „Milk“, так что, я думаю, можно сказать, что я имею к этому большое отношение. Сейчас многие группы используют его и делают это очень хорошо».
Альбом вызвал некоторую полемику из-за текстов песен, которые обращались к гомосексуальности, женщинам и иностранным культурам. Басист Дэн Лилкер заявил: «Тексты никогда не были серьёзными, они просто должны были разозлить людей».
Хотя альбом в то время не вызывал удивления своим шутливым содержанием, поздние поколения начали более внимательно изучать тексты песен. В интервью Songfacts в 2014 году, на вопрос «Если бы Speak English or Die вышел сегодня, думаете ли вы, что из-за нынешней политкорректности это было бы так же?», Лилкер ответил:

Вероятно, сейчас это было бы труднее выпустить, хотя бы потому, что сейчас люди кажутся более скованными. Тем не менее, это было то, что было, то есть то, что говорит о том, чем является, но в прошлом. И я не жалею об этом. Может быть, с какими-то текстами в незначительных аспектах мы вышли за рамки, но опять же, мы на самом деле не имели в виду это. Возможно, если люди поймут это, тогда это будет еще более забавно.
Оригинальный текст (англ.)It probably would have had a harder time just because people seem to be more uptight now. Nevertheless, it was what it was, which is saying it is what it is, but back then. And I don't regret it. Maybe minor aspects went overboard with certain lyrical things, but then again, we didn't really mean them. Perhaps if people realize that, then it's just more funny.

## Отзывы
| Оценки критиков | Оценки критиков |
| Источник        | Оценка          |
| --------------- | --------------- |
| AllMusic        | [ 4 ]           |
| Rock Hard       | [ 5 ]           |
| Punk News       | [ 6 ]           |
| Ultimate Guitar | [ 7 ]           |

Speak English or Die был хорошо принят критиками и считается одним из величайших и самых влиятельных кроссовер-трэш-альбомов всех времён. Стив Хьюи их AllMusic поставил альбому 4,5 звезды из 5 и писал: «Speak English or Die S.O.D. был важной записью в слиянии хардкор-панка с трэшем и спид-металом».
Speak English or Die был распродан в количестве более 1 миллиона экземпляров по всему миру.

## Наследие
Альбом был переиздан Megaforce в августе 1995 года, а платиновое издание альбома было выпущено в феврале 2000 года.
В августе 2014 года журнал Revolver поместил Speak English or Die в свой список «14 трэш-альбомов, которые вам нужно приобрести».
Эл Йоргенсен, фронтмен индастриал-метал-группы Ministry, отзывался о Speak English or Die как о влиятельном альбоме, который вдохновил его на добавление гитарных риффов трэш-метала в музыку группы, начиная с альбома 1989 года The Mind Is a Terrible Thing to Taste. Он добавлял, что Speak English or Die — «одна из лучших записей всех времён». Позже группа выпустила кавер на песню «United Forces» для своего альбома 2012 года Relapse.
Скотт Иэн однажды вспомнил, что Эдди Веддер тоже был поклонником альбома, сказав, что он «загнал меня в угол на вечеринке на 25 минут, рассказывая мне эту историю о том, как он впервые услышал Speak English or Die и как это повлияло на его жизнь».
Были также планы выпустить трибьют-альбом Speak English or Die с участием нескольких артистов в конце 90-х, но релиз так и не состоялся.

## Список композиций
Слова и музыка всех песен — S.O.D..
| №                   | Название                                               | Перевод названия                             | Длительность |
| ------------------- | ------------------------------------------------------ | -------------------------------------------- | ------------ |
| 1.                  | «March of the S.O.D.»                                  | «Марш S.O.D.»                                | 1:27         |
| 2.                  | «Sargent D and the S.O.D.»                             | «Сержант Ди и S.O.D.»                        | 2:23         |
| 3.                  | «Kill Yourself»                                        | «Убей себя»                                  | 2:11         |
| 4.                  | «Milano Mosh»                                          | «Мош Милано»                                 | 1:32         |
| 5.                  | «Speak English or Die»                                 | «Говори по-английски или умри»               | 2:24         |
| 6.                  | «United Forces»                                        | «Объединённые силы»                          | 1:53         |
| 7.                  | «Chromatic Death»                                      | «Хроматическая смерть»                       | 0:43         |
| 8.                  | «Pi Alpha Nu»                                          | «Пи Альфа Ню»                                | 1:09         |
| 9.                  | «Anti-Procrastination Song»                            | «Антипрокрастинационная песня»               | 0:06         |
| 10.                 | «What's that Noise» (камео продюсера Алекса Периаласа) | «Что это за шум»                             | 1:00         |
| 11.                 | «Freddy Krueger»                                       | «Фредди Крюгер»                              | 2:32         |
| 12.                 | «Milk»                                                 | «Молоко»                                     | 1:54         |
| 13.                 | «Pre-Menstrual Princess Blues»                         | «Пременструальная принцесса Блюз»            | 1:20         |
| 14.                 | «Pussy Whipped»                                        | «Выпоротая киска»                            | 2:14         |
| 15.                 | «Fist Banging Mania»                                   | «Мания первого траха»                        | 2:04         |
| 16.                 | «No Turning Back»                                      | «Не поворачивая назад»                       | 0:52         |
| 17.                 | «Fuck the Middle East»                                 | «Нахуй Средний Восток»                       | 0:27         |
| 18.                 | «Douche Crew»                                          | «Клизменная бригада»                         | 1:35         |
| 19.                 | «Hey Gordy!»                                           | «Эй, Горди!»                                 | 0:07         |
| 20.                 | «Ballad of Jimi Hendrix»                               | «Баллада о Джими Хендриксе»                  | 0:05         |
| 21.                 | «Diamonds and Rust (Extended Version)»                 | «Бриллианты и ржавчина (расширенная версия)» | 0:02         |
| Общая длительность: | Общая длительность:                                    | Общая длительность:                          | 28:41        |

## Участники записи
- Билли Милано — вокал
- Скотт Иэн — гитары, бэк-вокал
- Дэн Лилкер — бас-гитара, бэк-вокал
- Чарли Бенанте — ударные, гитарное соло на «United Forces»